# Backstreet Boys (албум)
Backstreet Boys е дебютният студиен албум на американската поп-група Бекстрийт Бойс издаден през май 1996 година. Издаден е на територията на Европа, Азия, Канада и в рамките на няколко други пазари. Албумът е с общи продажби 1 000 000 в Канада, 500 000 в Германия, 400 000 в Испания и 100 000 копия в Обединеното кралство. Общо 10 000 000 копия в света. Албумът е на 12-о място в Обединеното кралство и получава златна сертификация.

## Списък с песните

### Оригинален траклист
1. „We've Got It“ – 3:41
2. „Anywhere for You“ – 4:42
3. „Get Down (You're the One for Me)“ – 3:52
4. „I'll Never Break Your Heart“ – 4:48
5. „Quit Playin' Games (with My Heart)“ – 3:53
6. „Boys Will Be Boys“ – 4:05
7. „Just to Be Close to You“ – 4:49
8. „I Wanna Be with You“ – 4:05
9. „Every Time I Close My Eyes“ – 3:55
10. „Darlin'“ – 5:32
11. „Let's Have a Party“ – 3.50
12. „Roll with It“ – 4:41
13. „Nobody but You“ – 3:03

### Австралийско колекционерско издание
1. „I'll Never Break Your Heart“ (Европейски радио редактиран) – 4:25
2. „Album Medley (Anywhere for You/I'll Never Break Your Heart/Just to Be Close to You)“ – 4:12
3. „Quit Playing Games (with My Heart)“ (акустична версия) – 3:58
4. „We've Got It Goin' On“ (Markus' Deadly Vocal Hot Mix) – 6:39
5. „Don't Leave Me“ – 4:22

### Европейско издание/Нидерландско специално издание
1. „Don't Leave Me“ – 4:22
2. „We've Got It Goin' On“ (Marcus Radio Mix) – 4:32
3. „I Wanna Be with You“ (Amadin's Club Mix) – 5:24

### Японско издание
1. „Lay Down Beside Me“ – 5:26
2. „Give Me Your Heart“ – 5:08

### Британско специално издание
1. „Don't Leave Me“ – 4:22
2. „Give Me Your Heart“ – 5:08
3. „Lay Down Beside Me“ – 5:26

### Испанско/Латиноамериканско лимитирано издание
1. „Donde Quieras Yo Iré“ (испанска версия на Anywhere for You) – 4:50
2. „Nunca Te Haré Llorar“ (испанска версия на I'll Never Break Your Heart) – 4:35

### Канадско издание
1. „We've Got It“ – 3:41
2. „Get Down (You're the One for Me)“ – 3:52
3. „I'll Never Break Your Heart“ – 4:48
4. „Quit Playin' Games (with My Heart)“ – 3:53
5. „Boys Will Be Boys“ – 4:05
6. „Just to Be Close to You“ – 4:49
7. „I Wanna Be with You“ – 4:05
8. „Every Time I Close My Eyes“ – 3:55
9. „Darlin'“ – 5:32
10. „Roll with It“ – 4:41
11. „Засилена селекция“

### Лимитирано италианско издание
1. „Non Puoi Lasciarmi Così“ (италианска версия на Quit Playing Games With My Heart) – 3:53
2. „We've Got It Goin' On“ – 3:39
3. „Anywhere for You“ – 4:40
4. „Get Down (You're the One for Me)“ – 3:50
5. „I'll Never Break Your Heart“ – 4:48
6. „Quit Playin' Games (with My Heart)“ – 3:52
7. „Boys Will Be Boys“ – 4:06
8. „Just to Be Close to You“ – 4:49
9. „I Wanna Be with You“ – 4:04
10. „Every Time I Close My Eyes“ – 3:55
11. „Darlin'“ – 5:31
12. „Let's Have a Party“ – 3:49
13. „Roll with It“ – 4:41
14. „Nobody but You“ – 3:03

### Алтернативно европейско издание
1. „We've Got It Goin' On“ – 3:39
2. „Anywhere for You“ – 4:40
3. „Get Down (You're the One for Me)“ – 3:50
4. „I'll Never Break Your Heart“ – 4:48
5. „Quit Playin' Games (with My Heart)“ – 3:52
6. „Boys Will Be Boys“ – 4:06
7. „Just to Be Close to You“ – 4:49
8. „I Wanna Be with You“ – 4:04
9. „Every Time I Close My Eyes“ – 3:55
10. „Darlin'“ – 5:31
11. „Let's Have a Party“ – 3:49
12. „Nobody but You“ – 3:03

### B-sides/Неиздавани песни
1. „Tell Me That I'm Dreaming“ – 4:47
2. „I'll Never Find Someone Like You“ – 4:23
3. „Happy Valentine“ – 3:30
4. „Roll with It“ (радио редактиран) – 3:35
5. „By My Side“ – 2:55
6. „End of the Road“ – 5:50